# The Lone Ranger and the Lost City of Gold
The Lone Ranger and the Lost City of Gold (no Brasil: Zorro e o Ouro do Cacique ou Zorro e a Cidade de Ouro Perdida) é um filme de faroeste de 1958, baseado na série de rádio de mesmo nome, o filme é estrelado por Clayton Moore e Jay Silverheels, que interpretaram Lone Ranger e Tonto na série de televisão entre 1949 e 1957. Trata-se do segundo filme dos dois filmes com os atores da série de televisão, o primeiro foi The Lone Ranger (1956).

## Enredo
Alguns Índios são assassinados a tiros por uma gangue de cowboys mascarados. Cada um dos Índios caídos possuía um pedaço de um grande mapa do tesouro que leva para dentro de uma caverna antiga e abandonada nas montanhas rochosas novamente, a mesma montanha que o vilão principal do filme anterior pretendia explorar onde uma grande reserva de ouro está localizada. Agora o Lone Ranger e seu parceiro devem usar todos os seus métodos de sobrevivência e de rastreamento para Interceptar a quadrilha de caçadores de tesouro para manter o ouro protegido e em segredo em colaboração com os nativos locais.